# Línea C (Trolebús)
La línea C de trolebuses es una línea perteneciente al servicio de trolebuses de la ciudad de Córdoba (Argentina). Esta es operada por la empresa municipal T.A.M.S.E..

## Proyectos
Durante el año 2008 se dieron una serie de proyectos para el servicio de trolebuses que incluía 25 coches nuevos y la extensión de esta línea hasta el CPC Ruta 20.

## Recorrido
Servicio diurno 
Desde B° Ameghino Norte a B° San Vicente
Ida:  De De la Fuente y Zanni por ésta – Félix Paz – Av. Fuerza Aérea – Av. Julio A. Roca – Peredo – Belgrano – Av. Marcelo T. de Alvear – Belgrano – Tucumán –Av. Colón – Av. Emilio Olmos – Av. 24 de Setiembre – Viamonte – Larrea – Rep. Dominicana – Alejandro Carbó – Carlos Pellegrini – San Jerónimo – Obispo Castellanos – Entre Ríos – Solares – San Jerónimo – Plaza Lavalle.
Regreso:  De Plaza Lavalle – San Jerónimo – Bernardo de Irigoyen – Obispo Maldonado – Alejandro Carbó – Rep. Dominicana – Larrea – Roma – Sarmiento – Bv. Guzmán – Lima – Santa Rosa – Av. General Paz – Av. Vélez Sarsfield – Achával Rodriguez – Marcelo T. de Alvear – Av. Julio A. Roca – Av. Fuerza Aérea – De la Fuente hasta Zanni.